# Arthrostemma ciliatum
Arthrostemma ciliatum är en tvåhjärtbladig växtart som beskrevs av Pav. och David Don. Arthrostemma ciliatum ingår i släktet Arthrostemma och familjen Melastomataceae.
Artens utbredningsområde är Peru. Inga underarter finns listade i Catalogue of Life.

## Bildgalleri

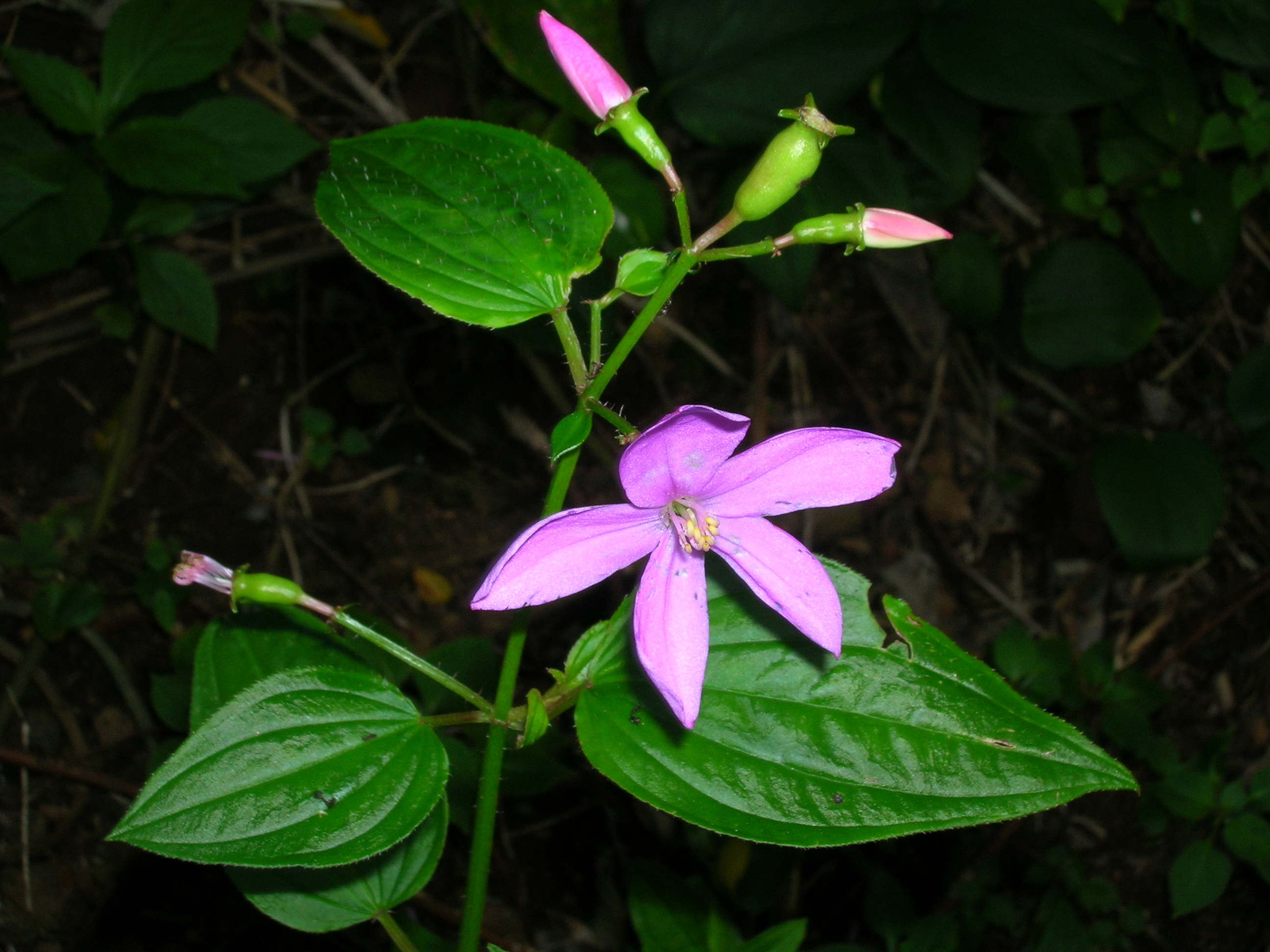
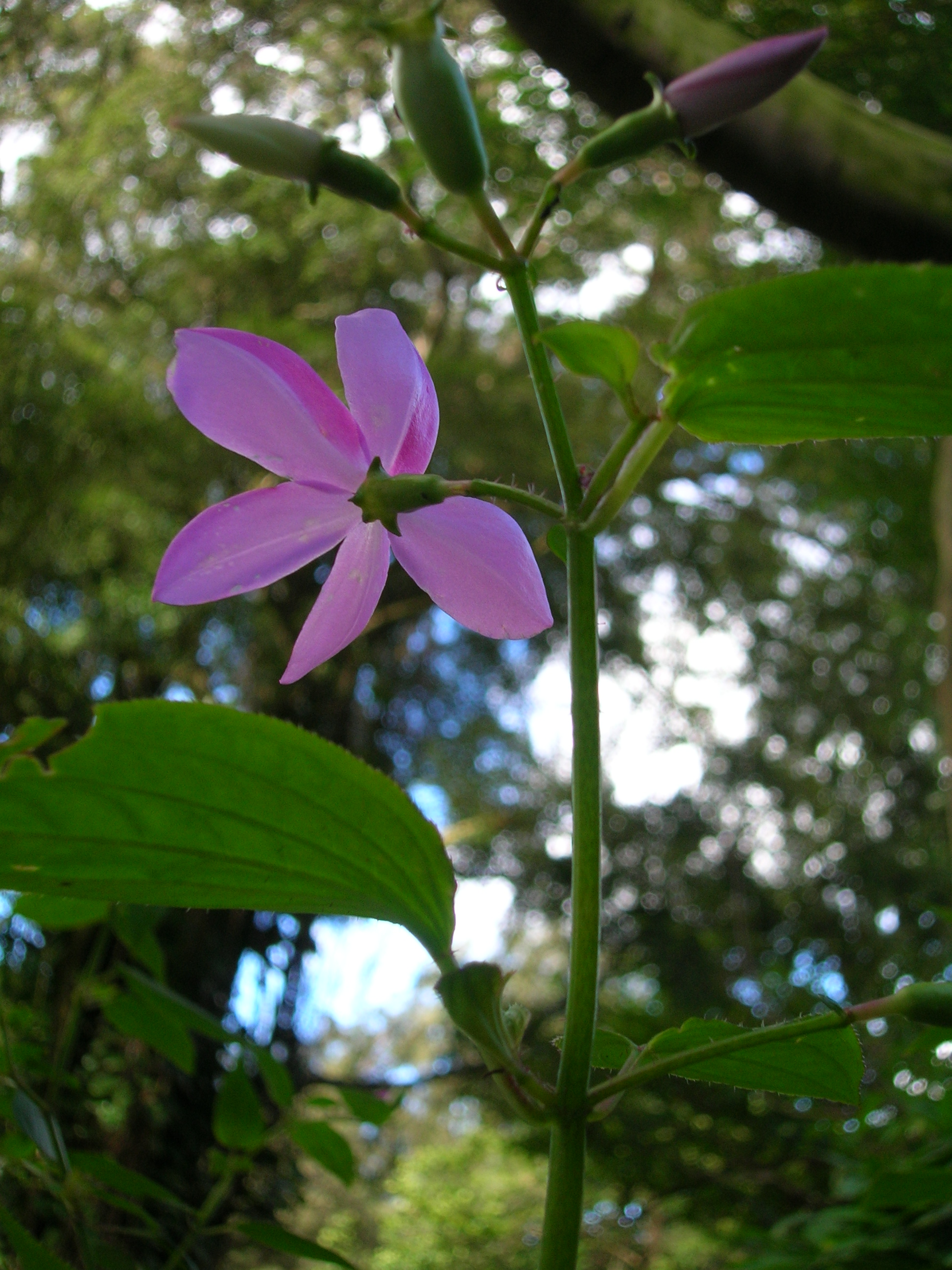
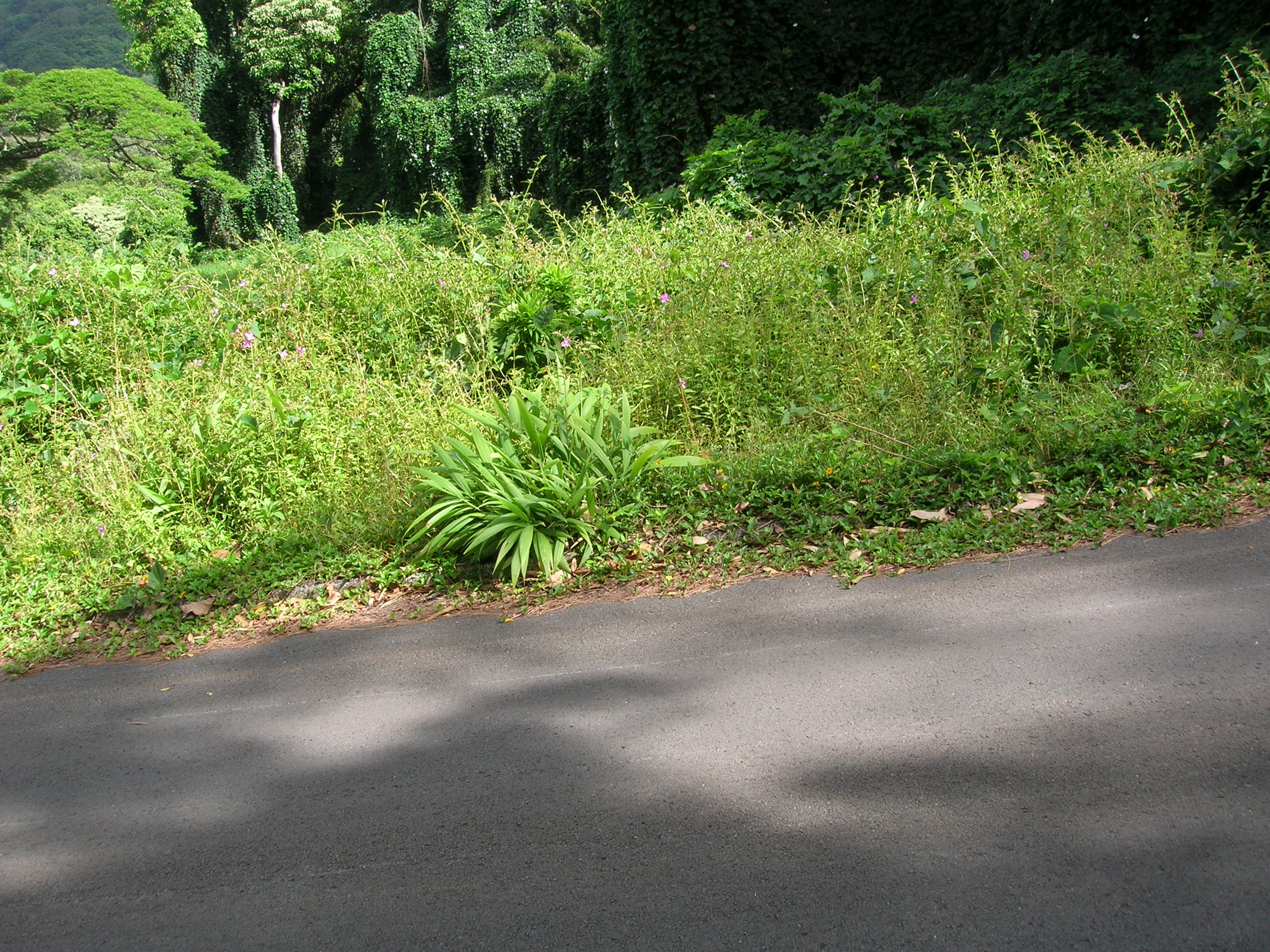